# Xanthoparmelia tolucensis
Xanthoparmelia tolucensis är en lavart som beskrevs av Hale. Xanthoparmelia tolucensis ingår i släktet Xanthoparmelia och familjen Parmeliaceae.   Inga underarter finns listade i Catalogue of Life.